# Toranosuke Takagi
Toranosuke Takagi (japoneză 高木 虎之介; n. 12 februarie 1974) este un pilot japonez care a evoluat în Campionatul Mondial de Formula 1 între anii 1998 și 1999.

## Cariera în Formula 1
| Sezon | Echipă            | Puncte      | Loc clasament general |
| ----- | ----------------- | ----------- | --------------------- |
| 1997  | PIAA Tyrrell Ford | Pilot teste | -                     |
| 1998  | Tyrrell           | 0           | -                     |
| 1999  | Arrows            | 0           | -                     |

## Cariera în IndyCar
| Sezon | Echipă         | Puncte | Loc clasament general |
| ----- | -------------- | ------ | --------------------- |
| 2003  | Mo Nunn Racing | 317    | 10                    |
| 2004  | Mo Nunn Racing | 263    | 15                    |